# KYUDEN J-POP POWER COUNTDOWN
『KYUDEN J-POP POWER COUNTDOWN』（キュウデン・ジェイポップ・パワー・カウントダウン）とは、CROSS FMで、1993年9月の開局から2010年3月28日まで17年に渡り放送されたカウントダウン番組。以前は、北九州本社スタジオからの生放送だったが、2008年10月の改編以来、天神きらめき通りスタジオからの生放送になっていた。
九州電力の一社提供。提供クレジットは北野順一によって「この番組は九州電力の提供でお送りします（しました）｣とアナウンスされていた（放送開始～2008年12月は英語読みで「This program is(has been) brought you by Kyushu Electric Power Company.」とアナウンスされていた。）。

## 放送時間
- 毎週日曜14:40～（放送終了時点）
  - 放送開始当初は『COUNTDOWN KYUSHU HOT 100』に内包。
  - 後に分離され、HOT 100の終了直後に放送された時代が長く続いた。
  - 2003年4月～2006年3月は『CROSS SUPER SUNDAY』に内包され14:45～16:00に放送。
  - 2006年4月～2008年9月は独立番組として15:45～17:00に放送。
  - 2008年10月～2010年3月は『JK super radio show』に内包され14:40～16:00に放送。

## ナビゲーター
- 初代 - ALAN J（1993年4月-）
- 2代目 - 北野順一（-1998年12月）
- 3代目 - 宗方脩（1999年1月-2000年3月）
- 4代目 - 永松ケンシ（2000年4月-2003年3月）

ここまでは『COUNTDOWN KYUSHU HOT 100』も担当。
- 5代目 - ナオト（2003年4月-2008年9月）
- 6代目 - 北野"JK"順一 （2008年10月-2010年3月）

## 内容
- リクエストポイント、CROSS FMでのオンエア回数、福岡県内のCDショップ売り上げセールス、注目度から算出した九州の最新J-POPオリジナルチャートTOP10を紹介している。
- リスナーと電話で話す時間がある。出演したリスナーにはアーティストグッズの詰め合わせ「パワカンセット｣がプレゼントされる。

## 主なコーナー
- チャレンジ3
- WONDER ONE QUIZ（ランキング1位を当てるクイズ）

## 年末特番
- 年に一度、その年のチャートデータを再集計し、年間トップ100をカウントダウンする『KYUDEN J-POP POWER COUNTDOWN SPECIAL J-100 xxxx（xxxxにはその年の西暦が入る）』を、スペシャル番組として年末に放送している。

## エピソードなど
- ｢チャレンジ3｣のコーナーで、ナオトが挑戦者の女の子と喋り過ぎ、その週3位にランクインしていたBENNIE Kの｢Sky｣がサビのみの紹介となってしまった（通常はほぼフルに近い形で紹介）。その後電話出演した別のリスナーに｢何でサビだけなの｣と怒られ、改めてフルで流したことがあった。